# المجمع المغلق (فلم)
المجمع المغلق هو فيلم غموض وإثارة من إنتاج عام 2024 من إخراج إدوارد بيرغر وكتابة بيتر ستروجان، استنادًا إلى رواية بنفس العنوان للكاتب روبرت هاريس لعام 2016. الفيلم من بطولة رالف فاينس وستانلي توتشي وجون ليثغو وسيرجيو كاسيليتو وإيسابيلا روسوليني. الفيلم ينظم الكاردينال توماس لورانس (فاينس) مجمعاً بابوياً لانتخاب البابا القادم ويجد نفسه يحقق في أسرار وفضائح كل مرشح.
عُرض الفيلم لأول مرة في مهرجان تيلورايد السينمائي الحادي والخمسين في 30 أغسطس 2024، وأصدره في دور العرض في الولايات المتحدة شركة Focus Features في 25 أكتوبر 2024 وفي المملكة المتحدة شركة Black Bear UK في 29 نوفمبر. تلقى الفيلم مراجعات إيجابية من النقاد، مع الثناء على الأداء والإخراج والسيناريو والتصوير السينمائي، وحقق 62.1 مليون دولار في جميع أنحاء العالم. سماه المجلس الوطني للمراجعة ومعهد الفيلم الأمريكي أحد أفضل عشرة أفلام لعام 2024. من بين الجوائز الأخرى، حصل على ترشيحات لستة جوائز غولدن غلوب، بما في ذلك أفضل فيلم درامي وفاز بجائزة أفضل سيناريو، وتعادل مع ويكد في أحد عشر ترشيحًا رائدًا في حفل توزيع جوائز اختيار النقاد الثلاثين، بما في ذلك أفضل فيلم.

## القصة
بعد وفاة البابا بنوبة قلبية، انعقد مجمع الكرادلة، بقيادة عميد مجمع الكرادلة ‏ توماس لورانس من المملكة المتحدة، لانتخاب خليفته. وكان المرشحون الأربعة الأبرز هم ألدو بيليني من الولايات المتحدة، وهو ليبرالي على غرار البابا الراحل؛ وجوشوا أديمي من نيجيريا، وهو محافظ اجتماعيا؛ وجوزيف تريمبلاي من كندا، وهو معتدل؛ وجوفريدو تيديسكو من إيطاليا، وهو كاثوليكي تقليدي متشدد.
يزعم يانوش فوزنياك، رئيس الأسرة البابوية، أن البابا الراحل طالب باستقالة تريمبلاي في الليلة التي توفي فيها، وهو ما ينفيه تريمبلاي، بينما يخبر بيليني أنصاره أن هدفه هو منع تيديسكو من تولي منصب البابا. وفي الوقت نفسه، يفاجأ لورانس بوصول رئيس أساقفة كابول فينسنت بينيتيز في اللحظة الأخيرة، والذي عينه البابا الراحل كاردينالاً في بيكتوري في العام السابق.
في إحدى المرات، ألقى لورانس عظة حث فيها أعضاء المجمع على تبني حالة عدم اليقين، وهو ما فسره البعض على أنه إعلان عن طموحاته البابوية. وبعد الجولة الأولى من التصويت، لم يحصل أي من الحضور على أغلبية الثلثين المطلوبة، رغم أن أدييمي كان له أفضلية طفيفة، وتقاسم بيليني ولورانس الأصوات الليبرالية. ثم جمع ريموند أومالي، مساعد لورانس، معلومات أساسية عن بينيتيز، حيث علم أن البابا الراحل دفع ثمن تذكرة الطائرة إلى جنيف بسبب إلغاء موعد طبي.
في اليوم الثاني، أثناء استراحة الغداء، تشهد الكلية مواجهة بين أديمي، الذي يتصدر الأصوات، والأخت شانومي، الراهبة التي نُقلت مؤخرًا من نيجيريا إلى مدينة الفاتيكان. يتحدث لورانس بشكل خاص مع شانومي، التي تعترف بعلاقة غير شرعية أدت إلى ولادة ابن. ورغم أن لورانس ملتزم بالسرية، فإن حملة همس تعرقل ترشيح أديمي. يقرر بيليني على مضض دعم تريمبلاي.
بالتعاون مع الأخت أغنيس، الراهبة المشرفة على سكن الكرادلة، يكتشف لورانس أن تريمبلاي رتب نقل شانومي. وعند مواجهته، يزعم تريمبلاي أنه فعل ذلك بناءً على طلب البابا الراحل. ثم يقتحم لورانس حجرة البابا الراحل ويكتشف وثائق تشير إلى أن تريمبلاي كان يمارس مهنة السيمونية. فيعرض الوثائق على بيليني، الذي يثير توسله بعدم الكشف عن وجودها جدالاً.
في اليوم الثالث، وبعد الكشف عن تصرفات تريمبلاي، يتصالح لورانس مع بيليني ويتفق على معارضة تيديسكو. ويصوت لصالحه خلال الاقتراع السادس، الذي يقاطعه انفجار يوقعه على الأرض ويلحق أضرارًا بكنيسة سيستينا. وتعلم الكلية أن الانفجار كان بسبب انتحاري فجّر نفسه بالقرب من الفاتيكان، مما أسفر عن مقتل العديد من الحشد. ويدعو تيديسكو إلى حرب دينية، بينما يقول بينيتيز إن العنف لا ينبغي أن يُقابل بالعنف. وتنتخب الكلية بأغلبية ساحقة بينيتيز في الاقتراع السابع، ويختار الاسم البابوي "إنوسنت".
في البداية، كان لورانس متحمسًا حتى استدعاه أومالي جانبًا لمناقشة طبيعة الموعد الطبي الذي أُلغي لبينيتيز. واجه بينيتيز، الذي كشف أنه ولد برحم ومبيضين لكنه لم يكن يعلم بوجودهما حتى خضع لعملية استئصال الزائدة الدودية. كان الموعد لاستئصال الرحم بالمنظار، لكن بينيتيز قرر عدم إجرائه لأنه كان يعتقد أن الله خلقه بالطريقة التي خلقه بها. يتجول لورانس في أراضي الفاتيكان، مستمعًا إلى الحشود تهتف لانتخاب إنوسنت، قبل أن يعود إلى غرفة نومه ويفتح النافذة.

## الجوائز والترشيحات
| قائمة الجوائز والترشيحات | قائمة الجوائز والترشيحات            | قائمة الجوائز والترشيحات  | قائمة الجوائز والترشيحات | قائمة الجوائز والترشيحات | قائمة الجوائز والترشيحات |
| السنة                    | الجائزة                             | الفئة                     | المستلم                  | النتيجة                  | م.                       |
| ------------------------ | ----------------------------------- | ------------------------- | ------------------------ | ------------------------ | ------------------------ |
| 2025                     | جوائز الأكاديمية البريطانية للأفلام | أفضل فيلم                 | المجمع المغلق            | فوز                      | [ 4 ]                    |
| 2025                     | جوائز الأكاديمية البريطانية للأفلام | أفضل مخرج                 | إدوارد بيرغر             | رُشِّح                      | [ 4 ]                    |
| 2025                     | جوائز الأكاديمية البريطانية للأفلام | أفضل ممثل                 | رالف فاينس               | رُشِّح                      | [ 4 ]                    |
| 2025                     | جوائز الأكاديمية البريطانية للأفلام | أفضل ممثلة مساعدة         | إيسابيلا روسوليني        | رُشِّح                      | [ 4 ]                    |
| 2025                     | جوائز الأكاديمية البريطانية للأفلام | أفضل سيناريو مقتبس        | بيتر ستروجان             | فوز                      | [ 4 ]                    |
| 2025                     | جوائز الأكاديمية البريطانية للأفلام | أفضل اختيار للممثلين      | المجمع المغلق            | رُشِّح                      | [ 4 ]                    |
| 2025                     | جوائز الأكاديمية البريطانية للأفلام | أفضل تصوير سينمائي        | المجمع المغلق            | رُشِّح                      | [ 4 ]                    |
| 2025                     | جوائز الأكاديمية البريطانية للأفلام | أفضل تصميم للأزياء        | المجمع المغلق            | رُشِّح                      | [ 4 ]                    |
| 2025                     | جوائز الأكاديمية البريطانية للأفلام | أفضل تحرير                | المجمع المغلق            | فوز                      | [ 4 ]                    |
| 2025                     | جوائز الأكاديمية البريطانية للأفلام | أفضل موسيقى تصويرية أصلية | المجمع المغلق            | رُشِّح                      | [ 4 ]                    |
| 2025                     | جوائز الأكاديمية البريطانية للأفلام | أفضل تصميم إنتاجي         | المجمع المغلق            | رُشِّح                      | [ 4 ]                    |

## روابط خارجية
- مقالات تستعمل روابط فنية بلا صلة مع ويكي بيانات

1. ↑  Under canon law, it would have been illegal for Benitez to attend, as in pectore appointments end with the pope's death unless the pope publicly announces the appointment. The novel attributes Benitez's presence to a recent change in the law, although the film does not mention the change.[2]